# اهل جزیره من
اهل جزیره من (انگلیسی: The Manxman) یک فیلم صامت درام به کارگردانی آلفرد هیچکاک است که در سال ۱۹۲۹ منتشر شد. فیلم بر پایهٔ رمانِ «اهل جزیره من» اثرِ «هال کِین» ساخته شده است.
اهل جزیره من آخرین فیلم صامتی بود که توسط آلفرد هیچکاک کارگردانی شد. پیش‌تر فیلم‌ دیگری به همین نام در سال ۱۹۱۷ ساخته شده بود.